# Operation Bøllebank
Operation Bøllebank er navnet på en træfning udkæmpet i forbindelse med en svensk bemandet FN-observationspost (OP), Tango 2, nær Tuzla den 29. april 1994. Tango 2 kom under beskydning fra serbiske styrker, og en dansk kampvognseskadron fra NORDBAT 2 rykkede OP'en til undsætning. Undervejs udkæmpede de danske kampvogne i to omgange en ildkamp med serbiske styrker, der fra nedgravede stillinger og bunkere rettede ild mod de danske kampvogne. Hverken danske eller svenske soldater blev dræbt under træfningen, men antallet af dræbte serbere blev anslået at være op til 150.

## Baggrunden for træfningen
Jugoslavien brød i 1991 sammen i en blodig borgerkrig, som fra 1992 også kom til at omfatte Bosnien-Hercegovina. FN etablerede UNPROFOR (United Nations Protection Force) den 21. februar 1992, efter FN's sikkerhedsrådat havde vedtaget Resolution 743. UNPROFOR-styrkens rolle var at fungere som fredsbevarende styrker i Kroatien med det mål at sikre freden mellem den kroatiske løsrivelseshær og det af serbisk styrker besatte Krajina-område. Mandatet blev senere udvidet til Bosnien-Herzegovina, indtil den Jugoslaviske borgerkrig fandt en fredelig, politisk løsning. Senere resolutioner udvidede området for UNPROFOR yderligere til også at dække Serbien-Montenegro og Makedonien. Danmark bidrog til missionen, og det skabte overskrifter dengang, fordi danske soldater ikke siden 2. verdenskrig havde deltaget i en skarp konflikt. I alt nåede omkring 8.000 danske soldater at være udsendt som en del af UNPROFOR. Hovedparten af de første danske FN-soldater kom til Krajina-området, der var en del af Kroatien og udgjorde den danske bataljons operationsområde.
Trods FN's anstrengelser blev der begået store overgreb på civilbefolkningen, og efter at byen Srebrenica i Bosnien-Hercegovina i 1993 var tæt på at blive erobret af serberne, oprettede FN's sikkerhedsråd en række såkaldte "sikre zoner", der skulle beskytte civilbefolkningerne i udvalgte områder. FN skulle beskytte disse "sikre zoner". En af dem var Tuzla i Bosnien-Hercegovina, en by med normalt 170.000 indbyggere, der som følge af kampene var svulmet op til at rumme 371.000 civile. Danmark, Sverige og Norge blev i august enige om at stille med en ny styrke – NORDBAT 2 under UNPROFOR – der skulle beskytte den udpegede sikre zone ved Tuzla. Ud fra et ønske om at beskytte dansk personel ønskede det danske Forsvar, at det danske bidrag skulle bestå af en kampvognseskadron. Folketinget godkendte beslutningen med beslutningsforslag B 107 den 17. august 1993 med et flertal i tinget på 105 (S, K, CD, R og Q), mens 17 stemte imod (SF og Z) og 1 stemte hverken for eller imod (1 fra S).
Oprindelig besluttede FN, at den nordiske bataljon NORDBAT 2 med de danske kampvognene skulle køre ad den korteste vej ind til Tuzla, det vil sige forskydes ind Bosnien-Hercegovina via den serbiske by Pančevo i Serbien. Det lykkedes 743 soldater og 24 pansrede mandskabsvogne at komme frem til Tuzla ad denne rute. Men serbisk obstruktion betød, at 200 soldater, 36 pansrede mandskabsvogne, over 150 containere og hele den danske eskadron DANSQN (Danish Tank Squadron) på 10 Leopard 1A5 kampvogne strandede flere måneder i Pančevo uden for Beograd. Forsvaret begyndte at kigge på alternative ruter, og det endte med, at den resterende del af den nordiske bataljon blev trukket ud af Pančevo og med skib sejlet til Split i Kroatien, hvorfra de kunne køre til Tuzla. Den 17. januar 1994 begyndte forskydningen af den danske eskadron ud af Pančevo. Turen gik via Ungarn og Østrig og frem til den italienske havneby Trieste, hvorfra mandskab og materiel blev sejlet til Split. Den 17. februar 1994 begyndte forskydningen af eskadronen fra Split. Først på kampvognstransportere til byen Tomislavgrad i Bosnien-Hercegovina, derefter skulle kampvognene af egen kraft køre resten af vejen til Tuzla. Hele flytningen blev udfordret af chefen for UNPROFOR, som den 18. februar 1994 beordrede de danske kampvogne til at køre til Vitez i Bosnien-Hercegovina og her at afvente ordrer på at køre videre til Sarajevo, hvor enheden skulle fungere som en ”robust reserve”. Det udløste hektisk diplomatisk aktivitet mellem Danmark og FN, og først den 23. februar 1994 nåede styrken frem til den ”sikre zone” rundt om Tuzla. Kampvognene var hvidmalede og bar sorte UN-markeringer (United Nations), som det er kutyme for køretøjer på FN-missioner.

## Operation Bøllebank
I april 1994 rettede serberne en række angreb på den "sikre zone" i Goražde i det østlige Bosnien-Hercegovina, hvilket blandt andet medførte, at NATO rettede nålestiksaktioner fra luften mod de serbiske styrker. Det øgede den serbiske aggressivitet mod de andre "sikre zoner". Den daværende næstkommanderende i NORDBAT 2 – oberst Lars R. Møller – skriver, at han erindrer, at det var normalt med 500-600 granatnedslag i Tuzla og omegn i denne periode. Serberne begyndte tillige i stigende grad at beskyde lufthavnen i Tuzla, som det var den danske kampvognseskadrons primære opgave at beskytte, fordi den blev brugt til at flyve nødhjælp ind. I den forbindelse udarbejdede eskadronen den såkaldte "plan Bøllebank", der gik ud på, at eskadronen med kort varsel skulle kunne rykke ud for at beskytte lufthavnen, hvis den igen kom under angreb. Planen blev flere gange aktiveret i løbet af april, hvor det den 4. april 1994 kom til et sammenstød med serbiske styrker ved Gradacac. Sidst i april gik det for alvor galt, da serberne angreb en svensk observationspost – Tango 2 – der fra en bjergtop havde til opgave at holde øje med fjendtlige aktiviteter og herunder også angreb på Tuzlas lufthavn. Det serbiske angreb førte til, at en modificeret udgave af planen blev sat i værk. Eskadronen rykkede frem med syv kampvogne og en pansret mandskabsvogn, men kom undervejs under voldsom ild fra serbiske styrker. Da de serbiske styrker også tog panserværnsvåben i brug, gav oberst Møller ordre til at besvare ilden. Dele af eskadronen søgte ly i en landsby, mens et par kampvogne blev sendt op til Tango 2. Da de danske kampvogne forlod landsbyen igen, blev de på ny udsat for en voldsom beskydning, som de besvarede. I alt affyrede de danske kampvogne 72 stk. 105 millimeter granater i løbet af de cirka to timer, træfningen varede: 44 brisantgranater, 9 fosforgranater og 19 panserskud. Det viste sig siden, at den sidste danske granat havde ramt et ubeskyttet ammunitionsdepot med voldsomme eksplosioner til følge. Sidstnævnte menes at have medført et større tabstal på serbisk side. Officielt har serberne kun indrømmet, at ni soldater blev dræbt. Uofficielt har der været spekuleret i, at så mange som 150 serbere kan være blevet dræbt. Operation Bøllebank var første gang kampvogne af typen Leopard 1 var involveret i egentlige kamphandlinger noget sted i verden.
Hærens Operative Kommando, der i perioden 1991-2014 var kommandomyndighed for Hæren, har givet følgende beskrivelse af hændelsen. “Fredag den 29. april kl. 22.50 blev en svensk observationspost i NORDBAT 2's ansvarsområde ved Tuzla beskudt to gange. Da besætningen på posten var i alvorlig fare, besluttede den svenske bataljonschef, oberst Christer Svensson, at iværksætte en undsætningsplan. Den danske kampvognseskadron fik under ledelse af eskadronchefen, major Carsten Rasmussen, ordre til at indsætte to kampvognsdelinger og rykke frem i retning mod observationsposten. Forskydningen skete med stor hastighed og med kørelys for at markere, at her kom NORDBAT 2. Klokken 23.15 blev delingerne beskudt af serbisk artilleri, men træfningen var dårlig. Fremrykningen skete herefter med slukkede lygter. Den fremrykkende kampvognsstyrke blev nu beskudt med panserværnsmissiler, morterer og maskinkanoner; ilden over kampvognene og en nærliggende ruinby blev efterhånden så kraftig, at der var lyst nok til, at man kunne læse avis. Kampvognene måtte hele tiden skifte position for derved at forsøge at undgå at blive ramt. Da kampvognene ikke kunne bevæge sig uden overhængende fare for personellet, var det nødvendigt at benytte sig af FN-styrkers ret til selvforsvar, og der blev givet ordre til at beskyde området, hvorfra ilden kom. Afstanden til målområdet var 4.200 meter, hvilket er uden for den afstand, hvorpå kampvognskanonen normalt kan træffe med brisant ammunition. Klokken 00.35 (lørdag) var der ro omkring observationsposten, og der blev givet ordre om tilbagetrækning. Da tilbagetrækningen blev indledt, blev der igen åbnet ild fra de serbiske stillinger. Stillingerne blev derfor holdt nede med ild fra kampvognene, således at delingerne kunne dække hinanden under tilbagetrækningen, der blev afsluttet kl. 01.00. Herefter blev der ro. Der blev affyret i alt 72 skud”.

## Efterspillet
Med en enkelt undtagelse – operation Amanda den 26. oktober 1994, som var det tredje større sammenstød mellem de danske kampvogne og serberne – søgte de serbiske militser aldrig siden at udfordre de danske kampvogne i en direkte kamp. Interviewede danske og svenske soldater giver udtryk for, at kampvognene var med til at øge sikkerheden for soldaterne og dæmpe kamphandlingerne. NORDBAT 2’s soldater kom under beskydning ved mange tilfælde, men antallet af angreb faldt markant efter operationen den 29. april 1994. Det havde afgørende indvirkning på muligheden for at åbne humanitære ruter og beskytte de humanitære konvojer, som var yndlingsmål for fulde serbiske soldater eller for de militsledere, der ville berige sig på humanitærhjælpen.
Det serbiske syn på træfningen kendes ikke. Oberst Lars R. Møller giver i sin bog "Operation Bøllebank – soldater i kamp" fra 2001 udtryk for, at det med sikkerhed var et velorganiseret baghold, de danske kampvogne løb ind i. Ifølge oberst Møller havde de serbiske militser kort forinden haft held til at skyde et britisk NATO-fly ned over Goražde og ville nu vise, at de kunne gøre det samme på landjorden ved at nedkæmpe de danske kampvogne. Til en britisk avis formulerede den danske oberst det på den måde, at det imidlertid denne gang var musen, der åd katten.
Oberst Lars R. Møller og kampvogneskadronen blev genstand for stor offentlig opmærksomhed i både danske og udenlandske medier for indsatsen, og i politiske og diplomatiske kredse er det blevet fremhævet, hvordan de danske soldater udmærkede sig under operationen. Den tidligere forsvarsminister Hans Hækkerup skriver i sin bog “På skansen – dansk forsvarspolitik fra murens fald til Kosovo“ fra 2002: “I en situation, hvor FN blev ydmyget af serberne gang på gang, var historien et lyspunkt, og Danmark kom på forsiden af International Herald Tribune under overskriften ”When the mouse ate the cat”. Hækkerup tilføjer i bogen, at de danske argumenter om, at styrker, som skulle indsættes i Bosnien-Hercegovina, skulle have et robust mandat, blev noteret i udlandet, og at der på gangen uden for USA’s forsvarsministers kontor i lang tid hang et billede af de danske kampvogne i Bosnien-Hercegovina. En populær vandrehistorie i tiden efter operationen lød, at en kvindelig dansk soldat af en amerikansk admiral blev spurgt, hvorfor hun kun havde affyret 72 granater mod serberne. "Fordi jeg ikke havde flere," lød svaret”. I virkeligheden var der dog slet ingen kvindelige soldater involveret i træfningen på dansk side.
FN's reaktion på træfningen var noget blandet: Dele af FN havde fra begyndelsen været skeptisk over for deployeringen af kampvogne til Tuzla. En britisk officer fortalte den danske major K.K. Madsen i havnebyen Split i Kroatien (da kampvognene blev sejlet til Split for herfra at køre til Tuzla), at der var folk i FN-hovedkvarteret, som allerhelst så kampvognene blive kørt direkte over kajen. Andre i FN var imidlertid villige til at bruge dem og prøvede endda at få dem til den bosniske hovedstad frem for Tuzla. Efter træfningen undersøgte FN-hovedkvarteret i Zagreb i Kroatien, om danskerne havde brugt overdreven magtanvendelse og dermed overtrådt "Rules of Engagement". Ikke mindst fordi de danske kampvogne havde brugt fosfor-granater under træfningen. En debriefing – der efter oberst Møllers mening til en start mindede mere om en afhøring – bragte frem, at de danske kampvogne havde ventet meget længe med at åbne ild og først havde gjort det, da de blev beskudt med panserværnsvåben. De havde brugt fosforgranater, men kun for at blænde fjenden og havde ikke beskudt serbiske kampvogne i området, fordi det termiske sigte på de danske kampvogne viste, at deres kanonrør var kolde, hvilket betød, at de ikke havde skudt på de danske kampvogne. FN-hovedkvarteret gjorde efterfølgende ifølge oberst Møller et forsøg på at begrænse de danske kampvognes bevægelsesfrihed, men oberst Møller afviste at gå med til denne indskrænkning. Der blev aldrig foretaget en dansk undersøgelse af træfningen.
Den store fokus og debat om Operation Bøllebank har skygget for andre vigtige og positive danske indsatser i Bosnien-Hercegovina og gør det den dag i dag.
Lars R. Møller og lederen af kampvognseskadronen, major Carsten Rasmussen, blev omkring årsskiftet 2016/2017 udsat for kritik fra nogle af de soldater, der deltog i Operation Bøllebank. I en radiodokumentar på DR's P1 den 5. januar 2017 med titlen “Løgnen om Operation Bøllebank” blev der stillet spørgsmålstegn ved Lars R. Møller og Carsten Rasmussens ageren under træfningen i Bosnien.
Kritikken tog udgangspunkt i et 10 år gammelt interview med den siden afdøde kampvognskommandør Erik Kirk. Interviewet og efterfølgende udtalelser fra andre soldater, som deltog i træfningen, stiller alvorlige spørgsmålstegn ved den officielle fortælling, skrevet af Lars R. Møller. Lars R. Møller har på den anden side kaldt diskussionen for pølsesnak og noget vrøvl og har henvist til andre soldater og forhold, som bekræfter den officielle skildring af begivenhederne.
Radiodokumentaren førte til et politisk pres for en kulegravning af hændelserne i Bosnien i 1994, hvilket dog hurtigt blev afvist af daværende forsvarsminister Claus Hjort Frederiksen med henvisning til, at hændelserne hørte fortiden til.
Lytternes og seernes redaktør på DR rettede den 19. maj 2017 en hård kritik af DR P1 dokumentarudsendelse og gav Lars R. Møller medhold i sin klage over udsendelsen. En klage fra tidligere eskadronchef Carsten Rasmussen til Pressenævnet over DR-dokumentaren resulterede i endnu en beklagelse fra DR, som blev bragt i udsendelsen P1 Dokumentar den 13. juli 2017 og tillige publiceret på DR’s hjemmeside under Fejl & Fakta.
DR P1 Dokumentar sendte den 14. september 2017 en ny revideret dokumentarudsendelse med titlen “Operation Bøllebank – kampen om sandheden”. Den byggede fortsat på de samme kilder fra den oprindelige dokumentar, men der optrådte også nye kilder, ligesom Lars R. Møller blev interviewet igen. Den nye dokumentar indledte med at fortælle, hvorfor “Løgnen om Operation Bøllebank” var blevet fjernet.
Den 28. august 2020 udgav seniorsergent Johnny C. Jensen og journalist Kasper Søegaard bogen “Myten Om Operation Bøllebank“ med deres version af begivenhederne. Der var Kasper Søegaard, der stod bag radiodokumentaren “Løgnen om Operation Bøllebank”, som DR efterfølgende måtte trække tilbage. Lars R. Møller påpegede i et debatindlæg på netavisen OLFI den 3. september 2020 flere problematiske forhold i bogen og kaldte den “ [...] snedigt skrevet som en fagbog. Men det er i virkeligheden en roman, der bygger på virkelige hændelser, altså en kerne af kendsgerninger, som forfatteren så udbygger med fiktion”. Johnny C. Jensen og Kasper Søegaard svarede tilbage i et debatindlæg på OLFI den 14. september 2020, hvor de skrev, at “Lars R. Møllers kritik af bogen ”Myten om Operation Bøllebank” skøjter uden om fakta og er både forudsigelig og lattervækkende. Han fremstiller vores bog som en fiktiv roman. Men Lars R. Møllers retorik appellerer til de historieløse, og han modsiger sig selv og farer vild i egne røverhistorier”.

### Michael H. Clemmesens bidrag
Den 18. september 2020 kommenterede den pensionerede brigadegeneral og militærhistoriker Michael H. Clemmesen polemikken omkring Operation Bøllebank og det modsætningsforhold, der åbenbart hersker mellem på den ene side styrkens chefer og på den anden side eskadronens øvrige befalingsmænd. Clemmensen betonede, at involverede soldater efter kamphandlinger gerne har forskellige oplevelser af begivenhedernes forløb, og at en professionel debriefing med alle involverede umiddelbart efter operationen den 29. april 1994 ville have resulteret i en anden beskrivelse og læring af, hvad der rent faktisk skete. Sådanne debriefinger var ikke normen i hæren på dette tidspunkt, og derfor kom den officielle rapport umiddelbart efter operationen til at fastlåse fortællingen. Clemmensen mener, at bogen “Myten om Operation Bøllebank” med “sit solide kildegrundlag bidrager [...] med en velunderbygget, detaljeret fortælling om, hvad der skete den aften, men samtidig anlægger den en anakronistisk, FN-naivistisk kritisk vinkel på NORDBAT 2's udnyttelse af kampvogne og flystøtte til at afskrække bosnisk-serbiske angreb på Tuzla og bataljonens personel”. Clemmesen har efterfølgende fået udgivet en samlet fremstilling af forløbet.